# Les Affaires de monsieur Jules César

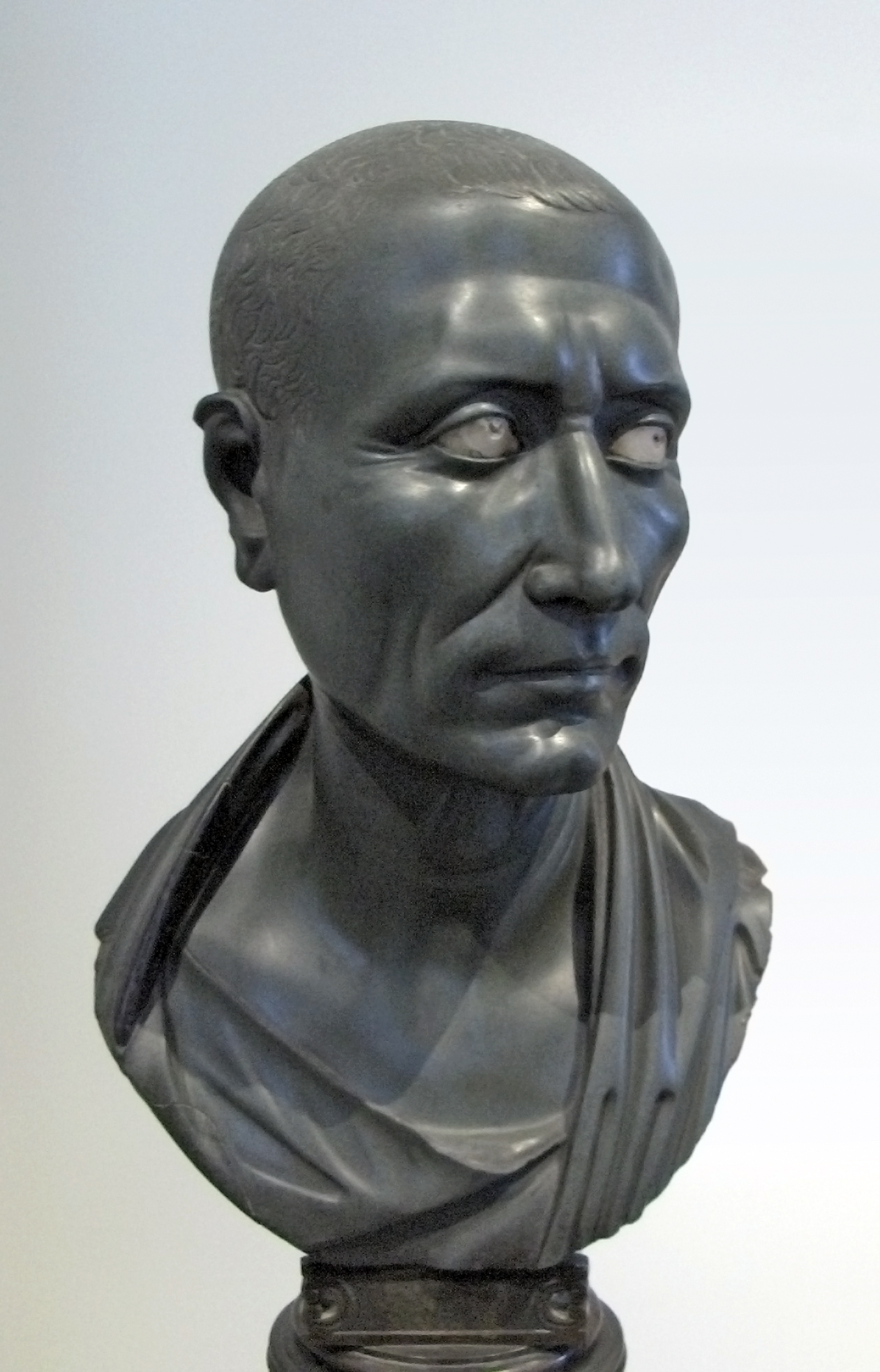
Buste de Jules César (Altes Museum Berlin).

Les Affaires de monsieur Jules César (Die Geschäfte des Herrn Julius Caesar) est un roman inachevé de Bertolt Brecht, qui aurait dû, une fois terminé, comporter six livres. 
Le roman raconte en premier lieu le récit de l'époque située entre la participation de Jules César à la conjuration de Catilina (63 av. J-C) et l'accession de César au poste de consul, à la suite de sa mission de gouverneur en Espagne, trois ans plus tard. Cette intrigue est imbriquée dans un récit-cadre, qui suit un jeune personnage qui part en quête de sources textuelles et orales pour rédiger une biographie portant sur les vingt ans qui précèdent l'assassinat de César. 

## Genèse
Brecht a travaillé sur cette œuvre de 1938 à 1939, pendant son exil au Danemark. Le deuxième livre du roman est d'abord paru en 1949 sous le titre Unser Herr C. (« Notre monsieur C. »), dans la revue berlinoise Sinn und Form.  En 1957, le troisième livre du roman a été publié de façon posthume sous le titre Klassische Verwaltung einer Provinz (« Administration classique d'une province »), là encore dans la revue Sinn und Form. La même année, l'ensemble du roman inachevé (livres 1 à 4) a été publiée aux éditions des frères Weiss (Berlin Ouest) et aux éditions Aufbau (Berlin Est).
Le roman fait partie des textes moins connus de Brecht. Il n'en est pas moins vu comme emblématique des tendances à l'œuvre dans le reste des compositions de l'auteur : d'une part, Les Affaires de M. Jules César constitue un exemple du genre du roman historique de la période de l'entre-deux guerres ; d'autre part, ce roman constitue également une tentative de transposer au genre romanesque la notion de Verfremdungseffekt ("effet de distanciation") depuis le domaine du théâtre épique, tout en constituant une illustration particulièrement explicite de la conception brechtienne de l'histoire comme étant une Perspektive der anderen Seite (« point de vue du camp adverse »). 
Optant pour un point de vue marxiste qui relativise l'histoire par les "grands hommes" au profit d'un matérialisme historique, le roman décrit en détail les liens entre le pouvoir et l'argent, plus particulièrement  sur le rôle du commerce des esclaves et de la spéculation financière sur les mouvements politiques de la république romaine des dernières années. On y sent aussi, en filigrane, l'influence allégorique des événements qui ont conduit à l'effondrement de la République de Weimar.

## Résumé
Rarus, esclave et secrétaire particulier de César, rédige son journal intime dans lequel il relate la vie quotidienne de son maitre, ses démêlés, ainsi que sa montée au pouvoir, tandis que conjuration de Catilina, et guerre de Jugurtha servent de cadre à ce journal.